# Mont Penna
Le mont Penna est un sommet s'élevant à 1 735 m d'altitude situé dans la chaîne des Apennins en Italie, entre les régions de Ligurie et d'Émilie-Romagne.

## Géographie
Le Taro, un affluent du Pô, prend sa source sur les pentes du mont Penna. Sur son ouest se trouve le mont Aiona.